# Närvårdare
Närvårdare är ett yrke inom omsorg/omvårdnad i Finland vilket i Sverige närmast kan jämföras med specialiserad undersköterska eller en praktisk sjuksköterska. Närvårdare är en reglerad och skyddad yrkesbeteckning.
Utbildningen för närvårdare har funnits sedan 1990-talet och ersatte då fristående utbildningar för primärskötare, medikalvaktmästare, munvårdare, mentalskötare etc.  Studierna omfattar gemensamma grundläggande yrkesstudier 80 studieveckor (två läsår) och ett valfritt utbildningsprogram som omfattar 40 studieveckor (ett läsår).
Utbildningsprogram som närvårdaren kan välja mellan är
- akutvård
- handikappomsorg
- kundbetjäning och informationshantering
- mentalhälsoarbete och missbrukarvård
- mun- och tandvård
- rehabilitering
- sjukvård och omsorg
- vård och fostran av barn och unga
- äldreomsorg

De flesta närvårdare är idag anslutna till fackförbundet SuPer. SuPer är medlem av FTFC och har 70 000 medlemmar i 213 fackavdelningar. De största medlemsgrupperna är primärskötare, närvårdare och mottagningsbiträden.